# أحمد دغيم
أحمد دغيم (بالدنماركية: Ahmed Daghim)‏ هو لاعب كرة قدم دنماركي من أصل فلسطيني في مركز الجناح ولد في يوم 7 أبريل 2001. يلعب حالياً مع نادي هامكام النرويجي كمعار من نادي كوبنهاغن.